# Relaciones Barbados-Chile
Las relaciones Chile-Barbados son las relaciones internacionales entre la República de Chile y Barbados. Ambos países americanos pertenecen a la Comunidad de Estados Latinoamericanos y Caribeños y la Organización de los Estados Americanos. Asimismo, las relaciones entre ambos países se enmarcan en aquella que tiene Chile con los países de la Comunidad del Caribe (Caricom), de la cual Barbados forma parte.

## Historia

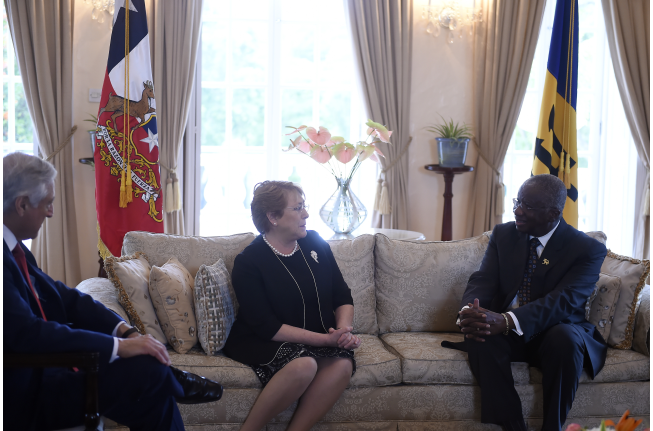
Reunión bilateral entre la presidenta de Chile, Michelle Bachelet, y el primer ministro de Barbados Freundel Stuart, en agosto de 2017

Ambos países formalmente establecieron relaciones diplomáticas el 3 de octubre de 1967. Entre ambos países se han suscrito acuerdos para la exención de visas diplomáticas (2009) y un acuerdo sobre servicios aéreos (2010).
Respecto a visitas de Estado entre mandatarios de ambos países, en 2005 el presidente chileno Ricardo Lagos Escobar efectuó una visita a Barbados. Asimismo, en 2017, la presidenta Michelle Bachelet visitó Barbados como parte de una gira por Centroamérica y el Caribe, donde se reunió con el gobernador general, Philip Greaves, y luego con el primer ministro barbadense, Freundel Stuart.

## Relaciones comerciales
Respecto al intercambio comercial entre ambos países, en 2023, este ascendió a los 2,3 millones de dólares estadounidenses, lo que supuso un crecimiento promedio anual de -7,5% en los últimos cinco años. Los principales productos exportados por Chile a Barbados fueron  maderas de coníferas, preparaciones alimenticias y tableros de fibra de densidad media, mientras que Barbados mayoritariamente exporta al país sudamericano lentes intraoculares y contenedores.

## Misiones diplomáticas
- La embajada de Barbados en Brasil[6] concurre con representación diplomática a Chile.
- La embajada de Chile en Trinidad y Tobago concurre con representación diplomática a Barbados. Asimismo, cuenta con un consulado honorario en Bridgetown.[7]